# Liste der Einträge im National Register of Historic Places in Weston (Massachusetts)

Lage des Middlesex County in Massachusetts

Die Liste der Einträge im National Register of Historic Places in Weston in Massachusetts führt alle Bauwerke, National Historic Landmarks und Historic Districts in Weston auf, die in das National Register of Historic Places aufgenommen wurden.
Die vorliegende Liste wurde aufgrund der Vielzahl an Einträgen in Weston ausgelagert und ist integraler Bestandteil der Liste der Einträge im National Register of Historic Places im Middlesex County.

## Legende
| NRHP | Historic Place    |
| HD   | Historic District |

## Aktuelle Einträge
| [ 2 ] | Name                                                           | Bild                                                           | Eintragsdatum                 | Lage                                                                                                 | Ort    | Beschreibung                                                  |
| ----- | -------------------------------------------------------------- | -------------------------------------------------------------- | ----------------------------- | --- | ------ | ------------------------------------------------------------- |
| 1     | Abel Allen House                                               | Abel Allen House                                               | 9. Jan. 1978 ID-Nr. 78000465  | 1 Chestnut St. 42° 21′ 16″ N, 71° 18′ 17″ W                                                          | Weston |                                                               |
| 2     | Boston Post Road Historic District                             | Boston Post Road Historic District                             | 11. Feb. 1983 ID-Nr. 83000783 | Beide Seiten der Boston Post Road von der Plain Rd. bis zum Stony Brook 42° 21′ 57″ N, 71° 18′ 30″ W | Weston |                                                               |
| 3     | Case’s Corner Historic District                                | Case’s Corner Historic District                                | 12. Sep. 2002 ID-Nr. 02001038 | School, Wellesley, Newton und Ash St. 42° 21′ 29″ N, 71° 17′ 55″ W                                   | Weston |                                                               |
| 4     | Charles River Reservation Parkways                             | Charles River Reservation Parkways                             | 18. Jan. 2006 ID-Nr. 05001530 | 42° 21′ 42″ N, 71° 9′ 31″ W                                                                          | Weston |                                                               |
| 5     | Glen Road Historic District                                    | Glen Road Historic District                                    | 6. Sep. 2006 ID-Nr. 06000783  | 233–317 Glen Rd. 42° 19′ 32″ N, 71° 17′ 17″ W                                                        | Weston |                                                               |
| 6     | Golden Ball Tavern                                             | Golden Ball Tavern                                             | 28. Sep. 1972 ID-Nr. 72000141 | 662 Boston Post Rd. 42° 21′ 57″ N, 71° 18′ 35″ W                                                     | Weston |                                                               |
| 7     | Harrington House                                               | Harrington House                                               | 22. Juni 1976 ID-Nr. 76000281 | 555 Wellesley St. 42° 19′ 38″ N, 71° 18′ 39″ W                                                       | Weston |                                                               |
| 8     | Isaac Hobbs House                                              | Isaac Hobbs House                                              | 1. Juni 1982 ID-Nr. 82002747  | 87 North Ave. 42° 22′ 48″ N, 71° 16′ 54″ W                                                           | Weston |                                                               |
| 9     | Kendal Green Historic District                                 | Kendal Green Historic District                                 | 1. März 2000 ID-Nr. 01000121  | North Ave., Church, Viles Sts., Brook Rd. 42° 22′ 59″ N, 71° 17′ 11″ W                               | Weston |                                                               |
| 10    | Edward Peirce House-Henderson House of Northeastern University | Edward Peirce House-Henderson House of Northeastern University | 19. Aug. 1997 ID-Nr. 97000880 | 99 Westcliff Rd. 42° 19′ 23″ N, 71° 17′ 52″ W                                                        | Weston |                                                               |
| 11    | Silver Hill Historic District                                  | Silver Hill Historic District                                  | 25. Aug. 2004 ID-Nr. 04000902 | Silver Hill, Westland Rds., Merriam St. 42° 23′ 34″ N, 71° 18′ 18″ W                                 | Weston |                                                               |
| 12    | Samuel Train House                                             | Samuel Train House                                             | 12. Dez. 1976 ID-Nr. 76000286 | 342 Winter St. 42° 19′ 20″ N, 71° 19′ 31″ W                                                          | Weston |                                                               |
| 13    | Wellington Farm Historic District                              | Wellington Farm Historic District                              | 14. Apr. 1988 ID-Nr. 88000426 | 487–500 Wellesley St. 42° 19′ 58″ N, 71° 18′ 25″ W                                                   | Weston |                                                               |
| 14    | Weston Aqueduct Linear District                                | weitere Bilder                                                 | 18. Jan. 1990 ID-Nr. 89002274 | Entlang des Aquädukts vom Sudbury Reservoir bis zum Weston Reservoir 42° 20′ 0″ N, 71° 22′ 32″ W     | Weston | Erstreckt sich bis nach Southborough, Framingham und Wayland. |
| 15    | Rev. Samuel Woodward House                                     | Rev. Samuel Woodward House                                     | 8. Okt. 1976 ID-Nr. 76000283  | 19 Concord Rd. 42° 22′ 5″ N, 71° 18′ 21″ W                                                           | Weston |                                                               |